# Rózsailonca

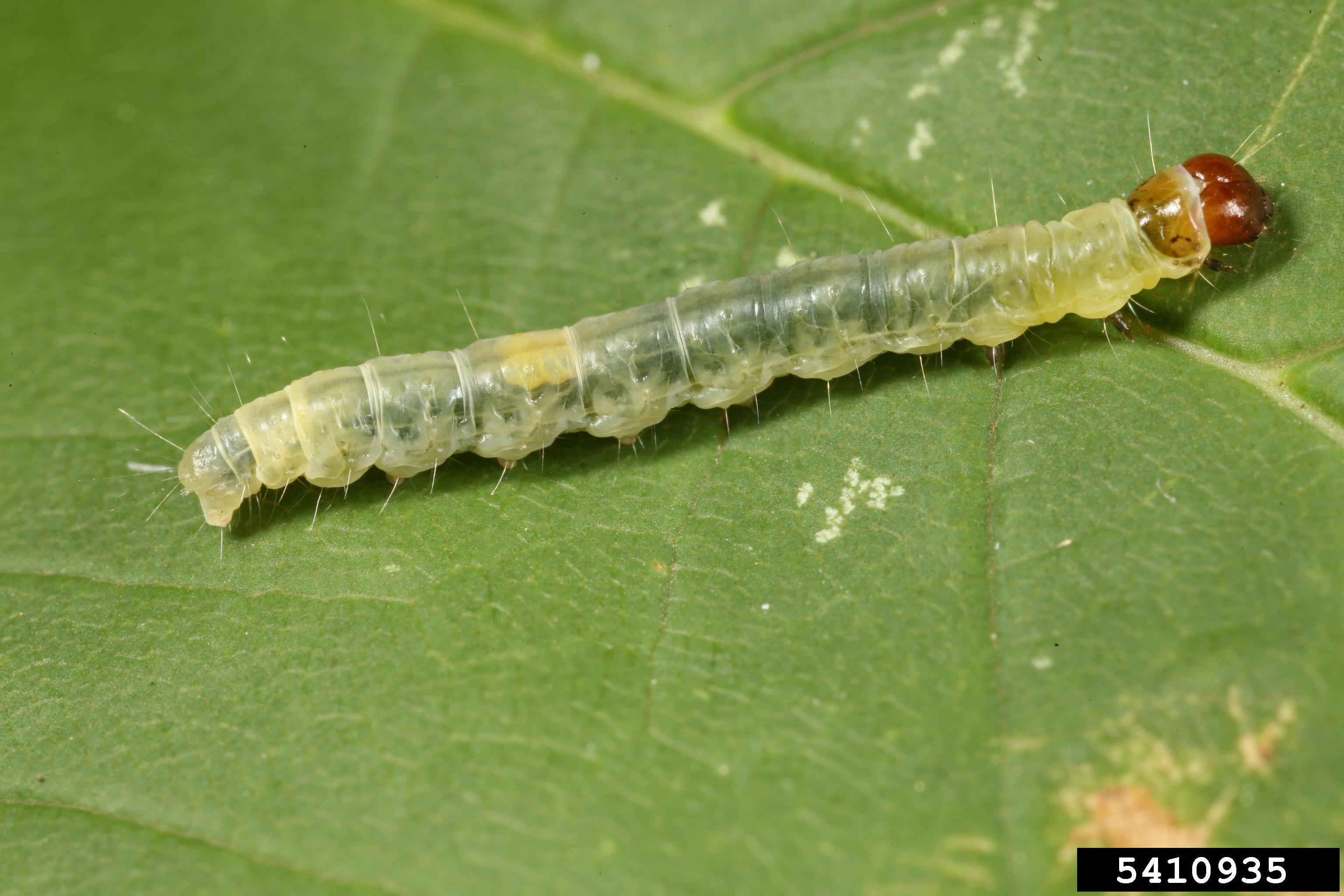
A faj hernyója

A rózsailonca (Archips rosana) a valódi lepkék (Glossata) alrendjébe tartozó sodrómolyfélék (Tortricidae) családjának egyik, hazánkban is honos faja.

## Elterjedése, élőhelye
Ez a palearktikus faj egész Európában, Kis-Ázsiában és a Kaukázus két hegylánca között terjedt el, valamint Észak-Amerikában, az Atlanti-óceán partvidékén, ahová behurcolták.

## Megjelenése
A lepke szárnya barna, elmosódott, sötétebb mintázattal. A szárny fesztávolsága 15–20 mm.

## Életmódja
Egy évben egy nemzedéke kel ki úgy, hogy a peték telelnek át fatörzseken és vastag gallyakon. A kis hernyók akkor kelnek ki, amikor az alma virágzásnak indul. Fölfelé másznak a törzsön az ágak csúcsa felé, és ott berágnak a rügyekbe. A hernyó kifejlődéséig több levéltölcsért is készít. Május–júniusban bábozódik, és a lepkék a nyár nagy részében, hosszan rajzanak. Egy-egy nőstény akár 300 petét is rakhat, A petékben az embrionális fejlődés gyorsan elkezdődik, de a tél előtt nem ér véget.
Nagyon polifág faj, amelynek gazdanövényei között nemcsak számtalan lombos fa és cserje szerepel, de néhány lágyszárú is, mint például a csalán (Urtica sp.). Hazánkban a gyümölcsösök tavaszi molylepkeegyüttesének állandó tagja, de gazdasági jelentősége alárendelt.

## Külső hivatkozások
- Mészáros Zoltán – Szabóky Csaba: A magyarországi molylepkék gyakorlati albuma. Budapest: Agroinform. 2005.  arch Hozzáférés: 2018. április 6. (PDF)